# Polling
Polling o sondeo en computación hace referencia a una operación de consulta constante, generalmente hacia un dispositivo de hardware, para crear una actividad sincrónica sin el uso de interrupciones, aunque también puede suceder lo mismo para recursos de software.
Esto, aplicado a programación puede ser visto como una pobre implementación en búsqueda del sincronismo de procesos. Por ejemplo, se podría consultar constantemente un directorio del sistema de archivos para indicarle al usuario cuándo llegan nuevos contenidos a la misma. Sin embargo, estas constantes consultas degradarían el rendimiento del equipo y probablemente sería mejor implementar la solución por otro medio, en particular, pidiéndole al sistema operativo que informe de transferencias a ese directorio en particular.

## Historia
En los primeros sistemas de computación cuando una aplicación necesitaba leer la pulsación de una tecla, interrogaba continuamente al teclado esperando hasta que la tecla fuera presionada. Debido a la ausencia de sistemas multitarea, mientras se esperaba una tecla, no se podían ejecutar otras tareas. 
La solución a este problema apareció con la llamada interrupción de teclado en donde el controlador del dispositivo, en este caso el teclado, es quien genera una interrupción sólo cuando el dispositivo está listo para transferir datos. La CPU maneja estas interrupciones que el sistema operativo sabe cómo priorizar y obtener información de ellas.
Estas múltiples consultas pueden referirse a uso excesivo de recursos de red, registros o ficheros, aunque también pueden relacionarse con actividades de más bajo nivel del equipo.

## Polling del registro de Windows
En cualquier versión del sistema operativo Microsoft Windows desde la versión 3.11 podemos encontrar aplicaciones pobremente desarrolladas que consultan repetitivamente llaves del registro de Windows en busca de cambios, degradando el rendimiento general del sistema. En versiones antiguas este modelo de implementación era la única alternativa, pero ahora en versiones modernas de Windows desde NT 3.1 o Windows 98 en adelante existe la función RegNotifyChangeKeyValue dentro de la biblioteca Advapi32, la cual forma parte de la API de Windows. Esta función permite hacer una especie de "interrupción de software" la cual nos avisará ante cambios en el contenido de una clave de registro sin tener que consultarla directamente ni periódicamente.
A pesar de la función comentada anteriormente hay aplicaciones que siguen haciendo un mal uso de los recursos del equipo e incluso programas de Microsoft (como MSN Desktop Search) pobremente desarrollados que producen polling.

## Soluciones para el polling
En sistemas de código abierto la solución simplemente abarca la corrección sobre el código de las funciones que generen el problema, empleando funciones como las nombradas anteriormente o en su defecto las apropiadas según la plataforma utilizada. 
El problema se torna más interesante en aplicaciones de código cerrado, en este caso la solución generalmente está en manos de la empresa desarrolladora, sin embargo, es posible aplicar prácticas de ingeniería inversa para lograr cambiar el comportamiento que causa el problema.